# Bruno Splieth
Bruno Splieth (20 de enero de 1917-20 de julio de 1990) fue un deportista alemán que compitió para la RFA en vela en la clase Star. Ganó una medalla de plata en el Campeonato Europeo de Star de 1961.

## Palmarés internacional
| Campeonato Europeo | Campeonato Europeo | Campeonato Europeo | Campeonato Europeo |
| Año                | Lugar              | Medalla            | Clase              |
| ------------------ | ------------------ | ------------------ | ------------------ |
| 1961               | Kiel (RFA)         | Medalla de plata   | Star               |